# Tempereret klima
Tempereret klima er det klima der hersker i to zoner rundt om jordens nordlige og sydlige halvkugle, de såkaldte tempererede klimazoner. Området er kendetegnet ved, at vintrene er så kolde, at der kommer en klar afbrydelse i planternes vækst.
Det tempererede klima defineres ved at gennemsnitstemperaturen i den varmeste måned er over 10 °C, samtidig med, at gennemsnitstemperaturen i den koldeste måned er under 3 °C.
Den nordlige tempererede klimazone ligger mellem 23,5° og 66,5° nordlig bredde, mens den sydlige tempererede klimazone ligger mellem 23,5° og 66,5° sydlig bredde. Alle breddegrader er ikke præcise eller lineære, men tilnærmelsesvise værdier.